# Штиинца (регбийный клуб)
Регбийный клуб «Штиинца» (Бая-Маре) — румынский регбийный клуб из Бая-Маре, выступающий в СуперЛиге. Клуб основан в 1977 году. В сезоне 2020 года клуб стал участником только что созданной Континентальной клубной регбийной лиги.

## Достижения
- СуперЛига:
  - Победитель (8): 1990, 2009, 2010, 2011, 2014, 2018/19, 2019/20, 2020/21

- Кубок Румынии:
  - Победитель (6): 1980, 1990, 1999, 2010, 2012, 2020

## Текущий состав
Состав на сезон 2018/19